# Louis Bertola
Pour les articles homonymes, voir Bertola.
Louis Bertola, né le 24 mai 1891 à Borgosesia et mort le 2 janvier 1973 à Saint-Martin-de-Ré, est un sculpteur français d'origine italienne, lauréat du prix de Rome de sculpture en 1923.

## Biographie

### Enfance
Né à Borgosesia (province de Novare, Italie) le 24 mai 1891, Louis Bertola est le fils d’Euseo Bertola (1871-1910), entrepreneur en bâtiments, et de Thérèse Gilodi. Après des études secondaires au collège de Vercelli, il s’inscrit en 1905, avec son frère Jacques (né en 1890), à l’école des arts décoratifs de Nice où il entre rapidement dans l’atelier de sculpture.

### Jeunesse
Admis à l’école des Beaux-Arts de Lyon en octobre 1909 comme élève libre, il suit les cours de Pierre Aubert et de Louis Prost. Il est lauréat du Prix Pierre Prost en 1910, du prix de sculpture de la fondation Dufraine en 1912. En 1913, il remporte, avec La Garde vigilante à la frontière des Vosges, le prix de Paris de la ville de Lyon, et la bourse qui l’accompagne afin de lui permettre de poursuivre sa formation à l’école nationale des Beaux-Arts de Paris. Naturalisé français le 3 mai 1913, il est mobilisé la même année dans un régiment du Génie et demeure sous les drapeaux jusqu’en 1919. Sa conduite lui vaudra la croix de guerre. De retour à Lyon, il travaille quelques mois avec Jean-Baptiste Larrivé sur le chantier de la basilique de Fourvière (Tour de La Force). Admis à l’école des Beaux-Arts de Paris en janvier 1919, il entre dans l’atelier de Jean Boucher. Dès l’année suivante, il collectionne les distinctions : prix Chenavard en 1920 et 1921, 1ersecond grand prix de Rome en 1920, prix Doublemard et prix Lemaire en 1921, sociétaire du Salon des artistes français dont il devient membre du jury (1922-1953). En 1923, le 1er grand prix de Rome, avec Apollon et Marsyas, lui ouvre les portes de la Villa Médicis où il séjourne de janvier 1924 à décembre 1927.

### Mariage
Il épouse le 5 janvier 1924 à Lyon 7e l’artiste peintre Marcelle Eugénie Adrienne Berrut (Vichy 11 juillet 1901 - Saint-Martin-de-Ré 1988), qui l’accompagne à Rome ; c’est la fille d’Adolphe Berrut (Troistorrents, Suisse, 1868 - Lyon 1938), chauffeur, et de Jeanne Vilichinon (1877-1952) ; les témoins sont deux sculpteurs : son frère Jacques, avec lequel il habite 13 bis chemin Saint-Gervais dans le quartier de Monplaisir, et Tony Vialy.

### Les années romaines
Ses envois de Rome témoignent du sérieux de son travail et lui valent le prix des meilleurs envois toutes sections réunies et le prix Legay-Lebrun de l’Institut. Ses années romaines le confortent dans son admiration pour l’Antiquité grecque ou romaine, qui l’ancre dans le courant du renouveau classique des années 1920-1930. À la Villa Médicis, il noue une profonde amitié avec le peintre Pierre Henri Ducos de la Haille (1889-1972) avec lequel il partagera un atelier à Paris et qui séjournera régulièrement l’été, dès les années 1930, à Saint-Martin-de-Ré dans la maison de la Poithevinière achetée par le couple Bertola.

### Paris
À son retour de Rome, il est nommé membre du jury des écoles nationales des Beaux-Arts de Paris et de Lyon. Sa formation achevée, Bertola s’installe à Paris où il habite 204 rue de l’Université, puis 6 rue du Val-de-Grâce. Il partage un atelier avec son ami Ducos de la Haille. Peu intéressé par les commandes de bustes ou de statues isolées, son goût pour la sculpture monumentale l’amène à rechercher la collaboration avec des architectes avec lesquels il s’efforce de concevoir le décor dès la conception des bâtiments.

### Les projets Lyonnais et Tony Garnier
Il travaille régulièrement à des projets lyonnais. C’est d’abord l’achèvement de deux bas-reliefs, Le Départ et La Guerre, composés avec Larrivé pour le monument aux morts de Lyon, édifié par Tony Garnier sur l’île du Souvenir (ou île aux cygnes) du parc de la Tête d’or (1928). Pour Philippe Dufieux, « par son ampleur d’une fermeté exceptionnelle et son réalisme tragique, La Guerre compte certainement pour l’un des plus beaux morceaux de la sculpture commémorative de la première guerre mondiale ». La même année, il sculpte en taille directe dans le ciment quatre bas-reliefs pour l’immeuble des Galeries Lafayette de la place des Cordeliers (ancien Grands magasins des Cordeliers) remanié par Georges Trévoux (1925). En 1932, il participe à la décoration intérieure de l’église de l’Immaculée-Conception et deux ans plus tard, à celle des façades de l’immeuble des soieries Rosset construit par Georges Curtelin (9 quai Jean-Moulin, 1er). La même année (1934), il réalise en taille directe le monumental Christ en croix (13 m de haut) de la façade de l’église Saint-Antoine de Gerland. Lauréat, avec l’architecte Paul Bellemain, du concours national organisé en 1935 pour l’édification, place d’Arsonval, grâce à une souscription publique, d’un monument à la mémoire des membres du service de Santé militaire morts pour la France ; Bertola renoue avec la taille directe dans le ciment pour illustrer avec des bas-reliefs les différentes actions du service de Santé sur le socle qui porte un obélisque culminant à 21 mètres, sur lequel est adossée la statue de la Patrie. L’œuvre de Bertola ne se limite pas à la région lyonnaise.

### Des projets en Inde
En 1930, puis en 1936, il réalise plusieurs effigies du maharadjah de Baroda (actuellement Valdodara dans l’état du Cujara de l’Union Indienne).

### Fin de vie
Décoré de la Légion d’honneur en 1936, il reçoit la commande de l’administration des Beaux-Arts d’un relief sur le thème du métal pour le Palais de Chaillot construit pour l’exposition internationale des Arts et Techniques de 1937. Il est aussi l’auteur de quelques médailles. Bertola est nommé professeur de sculpture à l’école des Beaux-Arts de Lyon en remplacement de Louis Prost. Il y enseigne du 1eroctobre 1942 au 23 mai 1961. Professeur exigeant et passionné, il consacre beaucoup de temps à son enseignement, tant à l’école que dans son atelier privé, installé 43 rue Croix-Jordan (act. Rue Capitaine-Robert-Cluzan, 7e), où il insiste sur la maîtrise du dessin qui demeure pour lui la base de la sculpture. Après son départ à la retraite, il s’installe avec son épouse et son ami Ducos de la Haille à Saint-Martin-de-Ré, où il meurt le 2 janvier 1973.

## Académie
Après réception de la candidature de Louis Bertola (lettre du 18 février 1949) au fauteuil 4, section 4 Lettres, vacant depuis le passage de Marius Audin à l’éméritat, l’architecte Pierre Verrier rédige un rapport favorable lu le 31 mai. Bertola est élu le 14 juin 1949 et dépose le 29 novembre 1949 son discours de réception, intitulé L’art du dessin.Très présent aux séances de l’académie entre 1949 et 1951, il n’assiste plus ensuite qu’à quelques séances par an (lors des élections pour l’essentiel). Il passe à l’éméritat en 1967.

## Œuvres
La plupart des œuvres de Bertola a été recensée par Philippe Dufieux.

### Monuments

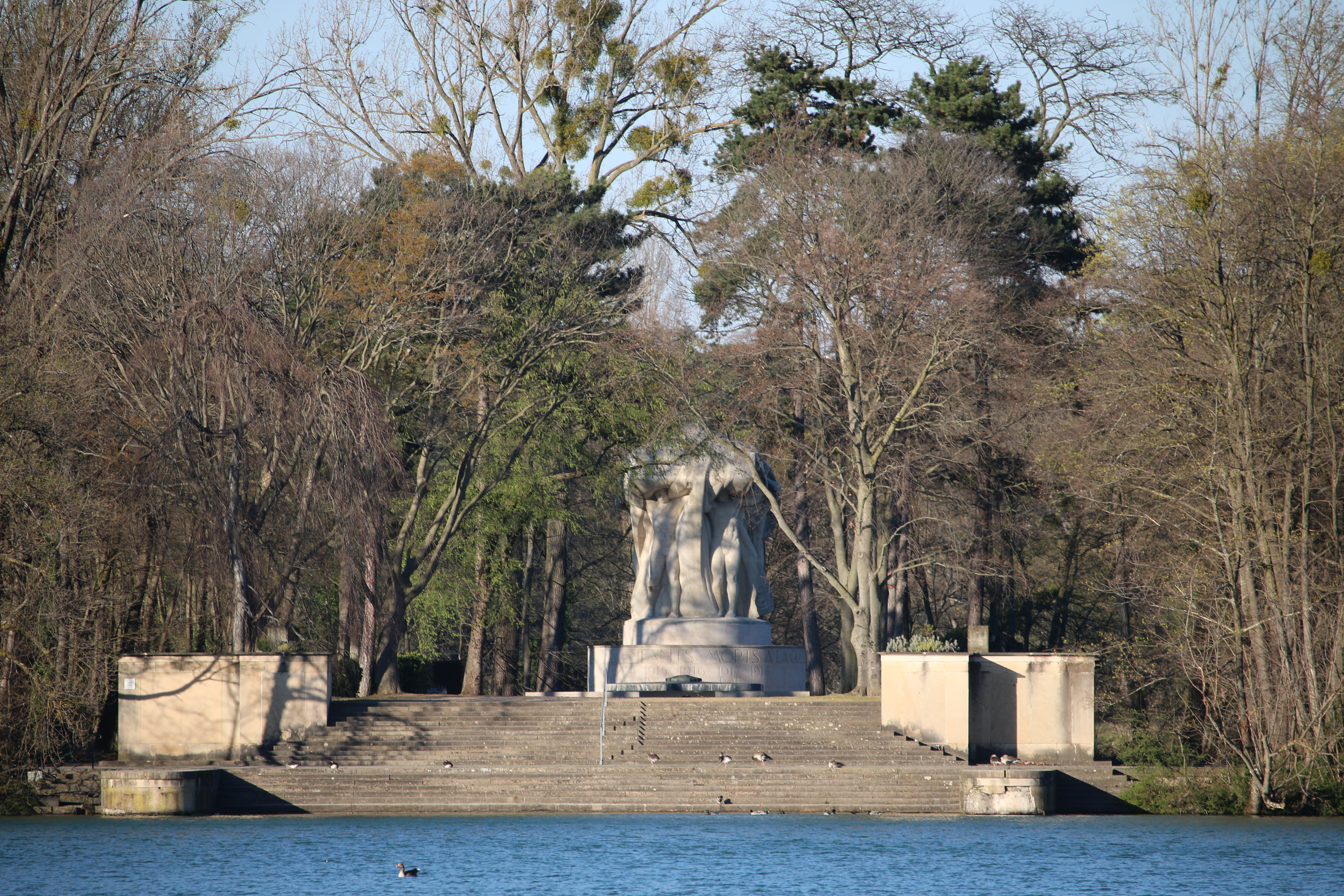
Île du souvenir au Parc de la tête d'or.

- Bas-reliefs du Départ et de La Guerre du monument aux morts de l'île du Souvenir à Lyon : monument construit par l’architecte Tony Garnier entre 1924 et 1928 sur l'île aux Souvenirs du Parc de la Tête d'or.
- Monument à la gloire du service de santé militaire de Grange Blanche :  érigé en 1938 par l’architecte Paul Bellemain, les sculptures sont de Bertola.
- Monument aux aviateurs alliés et aux combattants de la Libération : 1947, Cimetières de La Guillotière à Lyon[1].
- Monument d’Auguste Lumière : 1936. Situé dans l’atrium de la clinique Lumière, rue Villon à Lyon, il est élevé par ses collaborateurs dans l'atrium de la clinique Lumière, rue Villon, à l'occasion de l'inauguration des nouveaux bâtiments. Paul Bellemain architecte[3].
- Monument à la mémoire d'Émile Blériot à Cibeins[4].

### Œuvres religieuses
- Reliquaire du Cœur du Saint Curé d'Ars à Ars-sur-Formans, 1933[1].
  - Bas-reliefs surmontant les autels latéraux, dessinés dans le projet de 1931 par les architectes Gabriel et Louis Mortamet. Les bas-reliefs, réalisés vers 1933, sont de Louis Bertola[5].
  - Deux Anges pour le reliquaire du cœur de saint Jean-Marie Vianney : ce monument a été édifié pour abriter ce reliquaire contenant le cœur du saint curé d'Ars, pour lequel Gabriel Mortamet et son fils Louis, architectes, ont dessiné cinq projets (1931-1932). La châsse, qui correspond au 5e projet, reproduit le clocher de l'ancienne chapelle de Fourvière à Lyon. Sa réalisation en 1933 est due à l'orfèvre lyonnais Amédée Cateland, les deux anges qui la gardent sont dus à Louis Bertola[6].
- Christ pour l'église Saint-Antoine de Gerland : dans le 7e arrondissement de Lyon, construite en avril 1930 par l'architecte Bonnamour, elle est l'une des premières églises entièrement réalisée en béton armé, y compris la charpente. Au-dessus du portail central se trouve le grand Christ en pierre, bas-reliefs en taille directe, 1934 de Bertola[7].
- Basilique de Fourvière à Lyon : à la suite du décès de Larrivé en 1928, Bertola fut amené à terminer des sculptures de ce monument dont L’ange du silence[8].
- Vierge à l’Enfant et bas-reliefs de la chapelle Saint-Joseph pour la chapelle Sainte-Madeleine à Bourg-en-Bresse : construite entre 1933 et 1935 sur des plans de l’architecte G.Curtelin[9].
- Église de l’Immaculée Conception : avenue de Saxe à Lyon. En 1934, Bertola exécuta la décoration, Anges et Médaillon de l’Annonciation, du maître-autel en marbre[10].
- Les évangélistes (Saint-Marc, Saint Luc, Saint Jean et Saint-Mathieu) de la coupole de l’église de l’Immaculée Conception de Lyon (bas-reliefs, bronze doré, 1934-1936)[1].
- Tétramorphe du maître-autel de la cathédrale Saint-Jean 1936[1].
- Cardinal Gerlier : buste en marbre conservé au musée d’art religieux de Fourvière, 1941[1].

### Œuvres décoratives
- Chapiteaux décoratifs pour l'immeuble des soieries Rosset au 9 quai Jean-Moulin à Lyon : 1947, bâtiment de l’architecte Georges Curtelin. Les reliefs représentent des scènes de moissons[11].
- Les armoiries de la ville de Lyon de l’entrée du tunnel de la Croix-Rousse ; bas-relief en taille directe, 1952[1].

### Sculptures diverses
Le recueil Sculpteurs et architectes à Lyon identifie :
- La garde vigilante à la frontière des Vosges, 1913[1].
- Minerve : bronze, 1921[1].
- Une Muse remet à Apollon le couteau avec lequel il va écorcher Marsyas : 1923, bas-relief en plâtre, prix de Rome, école des beaux-arts de Paris[13].
- Buste de femme : haut-relief en marbre daté de 1926 et exécuté à Rome (h. 0,33 m) ; à l’École des Beaux-arts de Paris[14].
- Prairial, Menidor, Thermidor et Fructidor : bas-relief sur ciment en taille directe, immeuble place des Cordeliers, 1928[1].
- Femme romaine : 1938, statuette en bronze, musée des beaux-arts de Lyon[15].
- Jeune berger : bronze, musée des beaux-arts de Lyon[16].
- Buste de Marcelle Bertola-Berrut : 1930, bronze conservé au musée des Beaux-arts de Lyon[17].
- La Première chasse d’Adonis : 1927, bronze, musée des beaux-arts de Lyon[18].
- Léda et le cygne : plâtre patiné, 1928[1].
- La Montagne et son écho : plâtre, vers 1930[1].
- L’ophtalmologie : plâtre patiné, vers 1940[1].
- Buste du maharajah de Baroda[19].

### Médailles et plaquettes
- René Koehler : 1932
- Victor Grignard : 1934 et 1972
- Charles Moncharmont : 1937
- Louis Meunier : 1956
- Louis Jung : 1958
- Édouard Herriot[1]

## Élèves
- Roger Forissier[20]